# Само слога Србина спасава
Само слога Србина спасава је незванична крилатица Србије и веома популаран слоган међу Србима, који се често користи као позив на уједињење против спољашњег непријатеља и у вријеме националне кризе. Крилатица представља и једно од значења четири ћириличка слова С која се налазе на штиту српског грба.
Четири ћириличка слова С су заправо огњила, и преузети су из византијске хералдике у средњем вијеку. Народно предање крилатицу приписује Светом Сави, оснивачу Српске православне цркве. Међутим, прави аутор крилатице је Јован Драгашевић, сматрајући, да се четири оцила на српском грбу могу тумачити на овај начин — као скраћеница четири ћириличка слова С.

## Поријекло
Поријекло крилатице се налази на тзв. српском крсту или крсту Светог Саве који садржи четири стилизована ћириличка слова С постављена у сва четири угла крста. Крст је настао у 12. вијеку, када се сличан крст налазио на амблему владајуће византијске династије Палеолог. На том крсту се у сваком углу налазило по једно слово β, које је личило на огњило, а слова су представљала акроним „Цар Царева царује над царевима” (грч. βασιλεὺς βασιλέων, βασιλεύων βασιλευόντων). Крилатицу је усвојио Михајло VIII Палеолог када је основао династију Палеолог и крилатица се налазила на византијском новцу и заставама. Византијски историчар Георгије Кодин је погрешно описао амблем као „крст са четири огњила” (грч. σταυρον μετα πυρεκβολων). Крст са огњилима је кориштен и у римско доба, али не као грб или амблем. Неки историчари га повезују са лабарумом, царском заставом Константина Великог. Познат као тетраграм, крст са четири поља (испуњена словима или хералдичким симболима) налазио се на византијском новцу у 6. вијеку, а прихваћен је и од стране крсташа током Сељачког крсташког рата 1096. Међутим, разликовао се од крста који се налазио на амблемима династије Палеолог. 
По легенди, употреба српског крста почиње за вријеме Светог Саве, првог архиепископа аутокефалне Српске православне цркве и свеца заштитника Срба, а заснован је на дизајну византијског поријекла. Крилатица „Само слога Србина спасава” се традиционално повезује са њим. Он је то рекао како би позвао Србе да прогласе националну аутономију и започну отпор доминацији Католичке цркве. Ријечи Светог Саве су остале укоријењене међу Србима, а његов крст је прихватило српско племство око 100 година након његове смрти. Историчар Станоје Станојевић тврди да се крст први пут употребљава за вријеме Српског царства, тачније 1345. године, за вријеме владавине цара Душана Силног, док историчар Стојан Новаковић тврди да је прва забиљежена употреба српског крста као националног симбола била 1397. године, за вријеме владавине деспота Стефана Лазаревића.
Српски крст се јавља током Првог српског устанка против Османског царства, од 1804. до 1813. године. Кнез Милош Обреновић користи српски крст као дио војне заставе приликом оснивања прве јединице регуларне српске војске 1825. године. Крст се налазио и на застави и грбу Кнежевине Србије од 1836. Представљао је везу са средњовјековним српским царством и симбол српске улоге у одбрани хришћанства од Османског царства у 14. вијеку.

## Савремена употреба
Биљана Вановска тврди да је акроним СССС на почетку значио „Србија сама себе спасила”, и да је касније добио значење „Само слога Србина спасава”, одражавајући све већи српски страх од унутрашњих непријатеља. Акроним се налази и на црногорским капа које су дио црногорске народне ношње.
Српски предсједник Слободан Милошевић 1989. године је одржао чувени говор на Газиместану испред великог, каменог православног крста на коме се налазио акроним. Акроним са крстом се налазио на ознакама Српске војске Крајине током Рата у Хрватској и на ознакама Војске Републике Српске током Рата у Босни и Херцеговини. Крста са четири ћириличка слова С се налазио и на авионима Ратног ваздухопловства и противваздушне одбране ВРС. Током и након Рата у БиХ регистарске таблице на аутомобилима у Српској су имале ознаку са четири ћириличка С, али су те таблице замијењене садашњим.
Српски пјевач и текстописац Бора Ђорђевић крилатицу је искористио за назив пјесме Само слога Србина спасава, коју је написао током НАТО бомбардовања Савезне Републике Југославије.